# 江村利雄
江村 利雄（えむら としお、1924年（大正13年）10月24日 - 2019年（令和元年）10月24日）は、日本の政治家。大阪府高槻市長を務めた。学校法人常翔学園評議員会議長。

## 経歴
高槻市出身。摂南工科専門学院（のち大阪工業大学専門学院、1979年廃止）卒業後、大阪府庁に入庁。水道部参事兼上水課長、水道部技術長、水道技術管理者などを経て定年退職。大阪府庁を退職後、高槻市助役に就任。
1984年（昭和59年）、高槻市長選挙に立候補し初当選。1988年（昭和63年）、高槻市長選挙で2度目の当選。1992年（平成4年）、高槻市長選挙で3度目の当選。1996年（平成8年）、高槻市長選挙で4度目の当選。この頃より、妻の認知症の症状が顕著になったことから昼休みを利用して病院に通っており、1999年（平成11年）、任期途中で妻の介護を理由に市長を辞任し、大きな話題となった。
2002年（平成14年）、辻元清美の秘書給与流用事件による辞職に伴って行われた衆議院大阪府第10区の補欠選挙に民主党から担がれて立候補したが、当時引き続き妻の介護をしていたことから、「市長辞任時の説明と矛盾している」との批判の声が上がり、次点にも届かぬ惨敗に終わった。以後政界を離れ、妻の介護を続けていたが、妻は2006年3月28日に82歳で死去。介護についての講演活動などをしていた。2004年、旭日小綬章受章。
2019年10月24日、心不全のため死去。95歳没。死没日をもって正五位に叙される。

## 備考
- 市長退職後、当時の内閣総理大臣・小渕恵三からブッチホンを受けた。小渕が死去した際には、毎日新聞から取材を受け、コメントしている。

## 主な受賞歴
- 日本財団賞（1999年）

## 著書
- 「夫のかわりはおりまへん」
- 「おおらかな介護力」